# Anundshög
Anundshög (også kaldet Anundshögen og Anunds hög) er en gravhøj nær Västerås i Västmanland. Den har en diameter på 60 m og er omkring 9 m høj, og det er dermed den største i Sverige.
Dateringen på gravhøjen variere fra bronzealderen til jernalderen. Et ildsted under den er blevet dateret til mellem 210 og 540 ved hjælp af kulstof 14-datering.
Nogle historikere har associeret gravhøjen med den legendariske kong Bröt-Anund, mens andre mener at dette er uhyre spekulativt. Navnet skulle angiveligt være taget fra den store runesten på stedet, (Vs 13) den centrale sten i en række på 15 stykker lang gravhøjen. De blev genrejst i 1960'erne og markere tilsyneladende retningen til Eriksgata. På inskriptionen på runestenen står:

+ fulkuiþr + raisti + stainn + þasi + ala + at + sun + + sin + hiþin + bruþur + anutaR + uraiþr hik + runaR

"Folkvid rejste alle disse sten efter sin søn Heden, Anunds bror. Vred ristede runerne."
For foden af gravhøjen er der to store skibssætninger, der er placeret i forlængelse af hinanden, og de er henholdsvis 51 m og 54 m lange. Der har været tingsted på området og skibsætningerne bliver associeret med denne funktion.

## Galleri
- Skibssætning.
- Anundshög runesten, Vs 13.
- Runesten og linjen af sten markerer Eriksgata.